# Katsunosuke Hori
Katsunosuke Hori (堀 勝之祐 Hori Katsunosuke) es un seiyū japonés nacido el 1º de agosto de 1941 en Tokio. Es reconocido por sus roles en series como Fullmetal Alchemist Brotherhood, La Rosa de Versalles y Maison Ikkoku, películas como Paprika y Mobile Suit Gundam, OVAs como Hellsing Ultimate, entre otras. Está afiliado a 81 Produce.

## Roles interpretados

### Series de Anime
- Allison & Lillia como Morso.
- Ashita no Joe 2 como Kiyoshi Suga.
- Astroboy (2003) como el Dr. Saruta
- Avenger como Gantsu.
- Blue Gender como Seno Miyagi.
- Blue Seed como el Narrador.
- Buzzer Beater (2005) como Murdock.
- D•N•Angel como Tsubouchi.
- Darker than Black: Ryūsei no Gemini como el Dr. Pavlichenko
- Detective Conan como Yutaka Abe.
- Emma Victorian Romance como el Vizconde Campbell.
- Eureka Seven: AO como Toshio Fukai.
- Fullmetal Alchemist: Brotherhood como Fu.
- Gallery Fake como el padre de Marian.
- Golgo 13 como Hume.
- Goshōgun como el Presidente Santos.
- Gosick como Sergius.
- Honō no Mirage como Genan Hojyo.
- King of Bandit Jing como Van Kout.
- Kosetsu Hyaku Monogatari como Shimazou.
- La Rosa de Versalles como Hans Axel von Fersen.
- Las misteriosas ciudades de oro como Pizarro y el Narrador.
- Lucy como Arthur.
- Lupin III: Parte II como Mohammed Hassan y T. E. Lawrence III
- Maison Ikkoku como Zenzaburo Mitsukoshi.
- Master Keaton como Yuri Scott.
- Mokke como Ojii-chan.
- Monster como el Jefe Nepela.
- Nabari no Ō como Black Durandal.
- Noir como Nazerov.
- RahXephon como Johji Futagami.
- Seraphim Call como Kouzou.
- Shin Kyojin no Hoshi como Romeo Nanjo.
- Skull Man como Kyouichirou Tachigi.
- The Big O como Michael Seebach/Schwarzwald.
- Uchū no Stellvia como Richard James.
- Uchū Senkan Yamato 2199 como Gull Dietz.
- X-Men como Charles Xavier.
- Yakushiji Ryōko no Kaiki Jikenbo como Shuugorou Tatsumi.
- Zetman como Jiro Nakata.
- Zoids: Chaotic Century como Waguna.

### OVAs
- Baribari Densetsu como Ichikawa
- Captain Harlock: Endless Odissey como el Prof. Daiba
- Dirty Pair como Brast
- Explorer Woman Ray como Reig Vader
- Hellsing Ultimate como Sir Hugh Islands
- Kizuoibito como Keisuke Ibaraki
- Legend of the Galactic Heroes como Cornelius Lutz
- Locke the Superman: Mirroring como Ernest Abel
- Shin Kujakuoh como Jikaku

### Películas
- Ai wa Kaze no Gotoku como el Rey Lucalgos.
- Appleseed Alpha como Matthews.
- Blue Gender como Seno Miyagi.
- Ghost in the Shell 2: Innocence como Kanshiki.
- Hi no Tori: Ho-o-hen como Owase no Gaō.
- Mobile Suit Gundam como el Almirante Revil y el Mayor Eschonbach.
- Paprika como el Dr. Torataro Shima
- Space Travelers como Faron.
- Uchū Senshi Baldios como el Comisionado Tsukikage y el Narrador.

### Videojuegos
- El profesor Layton vs. Phoenix Wright: Ace Attorney como Newton Belduke (Misuto Belduke).

### Doblaje
- Batman: la serie animada como Josiah Wormwood.
- La lista de Schindler como Oskar Schindler.
- Reservoir Dogs como el Sr. Blanco
- Valkyrie como el Coronel General Ludwig Beck.